# Eulepida anatina
Eulepida anatina är en skalbaggsart som beskrevs av Brenske 1896. Eulepida anatina ingår i släktet Eulepida och familjen Melolonthidae. Inga underarter finns listade i Catalogue of Life.